# Morlanda kyrka
Morlanda kyrka är en kyrkobyggnad i Morlanda församling i den nordvästra delen av Orust kommun. Den tillhör Morlanda församling i Göteborgs stift.

## Kyrkobyggnaden
Kyrkan är Orust bäst bevarade medeltidskyrka, även om kyrkorummet fick sitt nuvarande utseende på 1600-talet då altartavlan och predikstolen tillkom. Från medeltiden är endast de nästa 2 meter tjocka murarna. Kyrkan består av långhus, ett lägre och smalare rakavslutat kor och ett västtorn. Koret tillkom 1690 och den gamla klockstapeln revs 1765 då tornet byggdes. Det fick sitt nuvarande utseende 1820. Murarna är vitkalkade och överreden och tak är målade i svart. 
Innertaket är tunnvälvt. Interiören är i princip oförändrad sedan 1760-talet. Kyrkan var en patronatskyrka 1649-1921, vilket framgår av en äldre patronatsbänk och patronatsläktaren med en högre placering än övriga läktare. Under ledning av Allan Berglund företogs 1916 en grundlig invändig renovering, som syftade till att återställa kyrkans tidiga 1800-talsutseende och övermålade färgskikt skrapades bort så att den ursprungliga färgskalan med rosa innerväggar framkom. Ett nytt vapenhus uppfördes, nya bänkkvarter tillkom och man installerade elektriskt ljus.

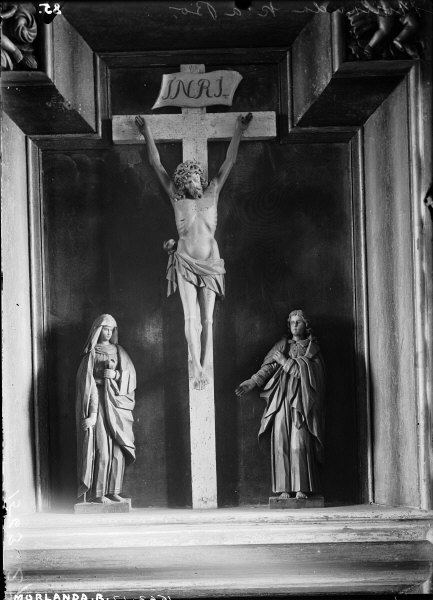
Altarkrucifixet

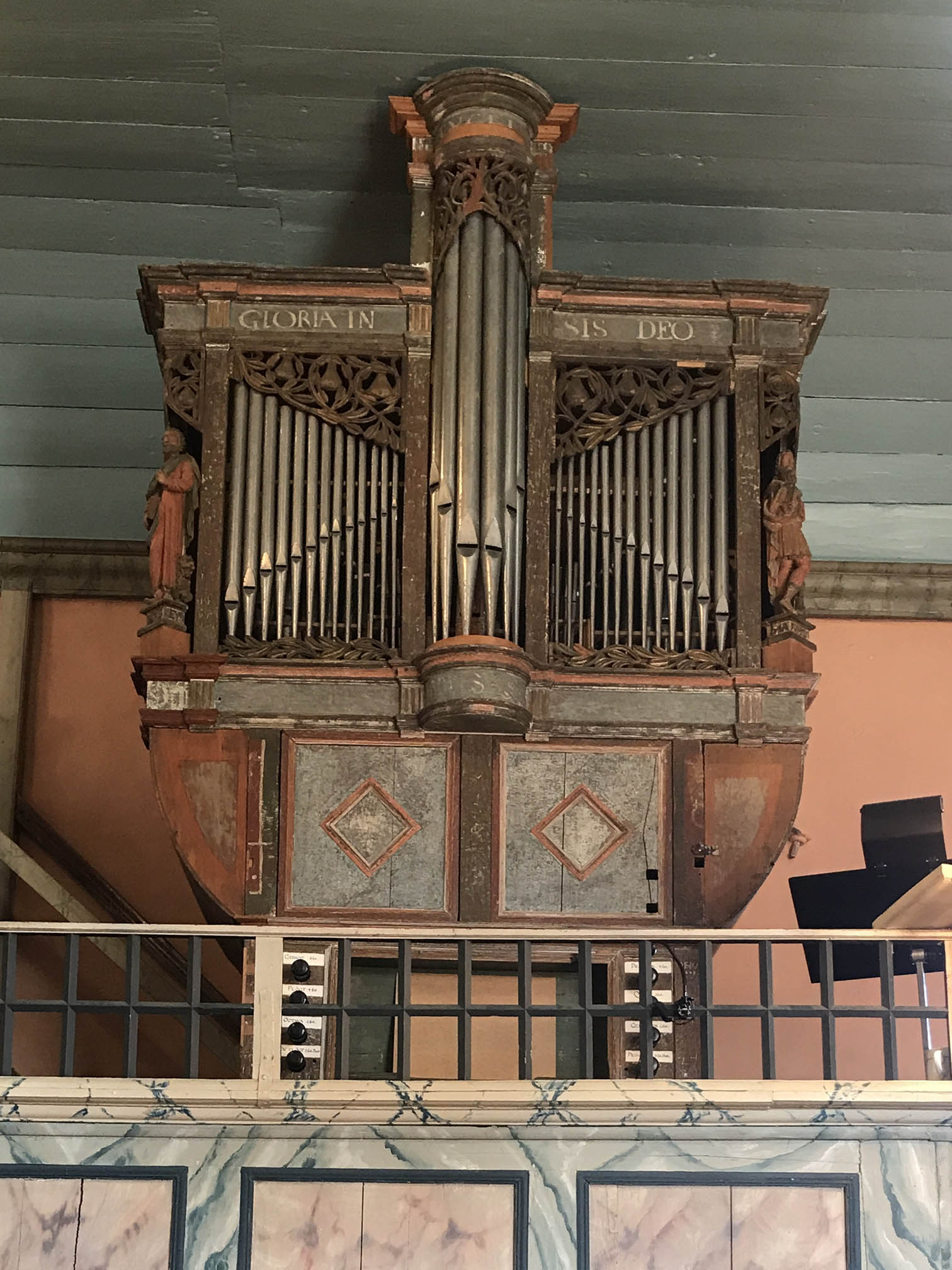
Morlandaorgeln

## Inventarier
- Altaruppsatsen är utförd av bildhuggaren Marcus Jäger den äldre 1697-1707. Altartavlan bär i högrelief den korsfäste Kristus och överst återfinns Carl XII:s namnchiffer.
- Medeltida altare i sten.
- Nattvardskalken av silver är från 1675.
- Predikstolen i barock är från den norska tiden, före freden i Roskilde 1658. Den restaurerades 1916.
- Dopfunten i trä med baldakin i barock är från 1700-talet.
- Dopfat i mässing inköpt 1616
- Ett golvur med urverk från Stjärnsund

## Orglar
- På den norra läktaren står Morlandaorgeln, som är Sveriges äldsta spelbara orgel. Den byggdes sannolikt 1603-1604 av den belgiske orgelbyggaren Hans Brebos i Köpenhamn. Den stod från början i Marstrands kyrka[1] och 1715 och 1784-1786 om- och tillbyggdes instrumentet. Den såldes 1804 på auktion till Abraham Gustav Bildt och flyttades till Morlanda. Den har restaurerats 1952, då den ursprungliga dispositionen återställdes, och 1999-2001 i samarbete med GOArt under ledning av Hans Davidsson.[2] Den är stämd i korton, i a=456 Hz, dvs ca 1/4 tonsteg högre än normal intonation.
- Kyrkan här även en romantisk orgel placerad på västra läktaren. Den har ett verk, tillverkat 1971 av Hammarbergs Orgelbyggeri AB, bakom fasaden från 1923 års orgel, byggd av Åkerman & Lund. Orgeln har sjutton stämmor fördelade på två manualer och pedal.[3]

### Diskografi
- The Morlanda organ / Davidsson, Hans, orgel. CD. Intim musik IMCD 073. 2001.
- 7 organs : seven historical organs in Sweden played by Naoko Imai. CD. Musica rediviva MRCD 011. 2004.